# 府中駅 (広島県)
府中駅（ふちゅうえき）は、広島県府中市府川町にある、西日本旅客鉄道（JR西日本）福塩線の駅である。

## 概要
府中市の中心駅で、市街地の中にある。福塩線電化区間（福山方面）と非電化区間（塩町方面）の境界駅で、福山方面と塩町・三次方面相互の旅客は当駅で乗換が必要となる。福山方面列車は1時間に1 - 2本、塩町方面へは朝夕の5本のみの運行となっており、後者は広島駅 - 当駅間普通列車が2021年10月2日ダイヤ改正まで設定されていた。
また、岡山支社と広島支社の境界駅でもあり、上り場内信号機付近に支社境界標が設置されている。
駅管理は、府中鉄道部からせとうち地域鉄道部及び岡山支社を経て中国統括本部管轄となり、福山駅の被管理駅（駅長配置の地区駅）となっている。
なお、当駅発着切符には、駅名が「（塩）府中」と印字されているが、これはJR四国徳島線にある府中駅（こうえき）と区別するためである。

## 歴史
- 1914年（大正3年）7月21日：両備軽便鉄道（軌間762mm）の終着駅である府中町駅として開業[2]。当時は現在地ではなく、現在地の西北の永井町交差点付近にあった。
- 1926年（大正15年）6月26日：両備軽便鉄道が両備鉄道に改称。
- 1927年（昭和2年）6月25日：両備福山駅（現・福山駅） - 当駅間電化。
- 1933年（昭和8年）
  - 9月1日：両備鉄道が国に買収され、当駅も鉄道省福塩線の駅となる[2]。
  - 11月15日：福塩北線開通に伴い、それまでの福塩線が福塩南線に改称、当駅もその所属となる。
- 1935年（昭和10年）12月14日：横尾駅 - 当駅間が軌間1067mmに改軌。同時に現在地へ移転。
- 1936年（昭和11年）：駅舎改築[1]。
- 1938年（昭和13年）7月28日：当駅 - 福塩北線上下駅間延伸、途中駅となる。同時に全通した福山駅 - 当駅 - 塩町駅間が福塩線となり、当駅もその所属となる。
- 1954年（昭和29年）4月10日：当駅 - 下川辺駅間電化。
- 1956年（昭和31年）12月20日：府中駅に改称[2]。
- 1962年（昭和37年）4月1日：当駅 - 下川辺駅電化廃止、再度非電化となる。
- 1979年（昭和54年）6月10日：貨物取扱廃止[2]。
- 1986年（昭和61年）
  - 4月1日：みどりの窓口営業開始[3]。
  - 11月1日：荷物扱い廃止[2]。
- 1987年（昭和62年）4月1日：国鉄分割民営化に伴い、西日本旅客鉄道（JR西日本）の駅となる[2]。
- 1991年（平成3年）4月1日：発足した府中鉄道部管理下となる。
- 2002年（平成14年）4月：当駅（構内除く） - 塩町駅間管轄が岡山支社府中鉄道部から広島支社三次鉄道部に移管され、岡山・広島両支社の境界駅となる[4]。
- 2008年（平成20年）6月1日：鉄道部制見直しに伴い、駅構内に併設されていた府中鉄道部が、せとうち地域鉄道部に統合。
- 2017年（平成29年）7月1日：せとうち地域鉄道部廃止に伴い、岡山支社直轄福山管理駅管轄となる。
- 2020年（令和2年）
  - 2月3日：みどりの窓口営業終了[5]。
  - 2月4日：みどりの券売機プラスの利用を開始[5]。
- 2024年（令和6年）中頃：車庫が撤去される。

## 駅構造

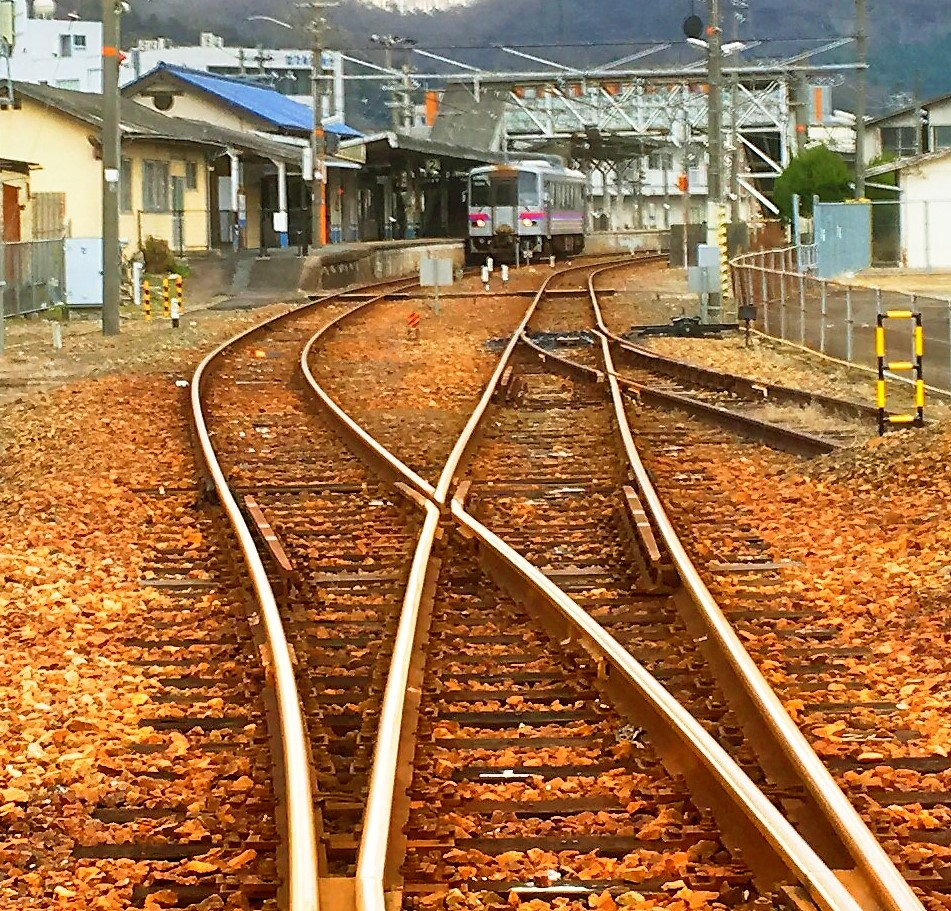
駅の西側より（2017年1月）

駅舎側に、1番線の切欠きホームと2番線の単式ホームの1面と、跨線橋で連絡する3・4番線の島式ホーム1面の2面4線の地上駅。
1・4番線塩町方は行止まりとなっており、福山方面からの折返し列車が使用している。2・3番線のみ塩町方面に通じており、信号機上は2番線が上り本線、3番線が下り本線とされている。日中当駅から出発する列車は主に2番線（2本のみ1番線）のみ使用されている。
両備鉄道時代から車両基地（府中町電車区 → 府中電車区/岡フチ）が併設されており、車両（電車）も配置されていた。2024年中頃までは当駅 - 三次駅間で使用されている気動車（キハ120系）の車庫が併設されていたが、後に撤去され、現在は電留線のみが残っている。電車夜間滞泊の設定がある。かつて構内には府中鉄道部があった。
駅舎は木造瓦葺で小振りのものを改装して使用している。福塩線内では福山駅以外では唯一、LED式発車案内板が設置されている。
福山駅管理の直営駅。自動改札機は設置されておらず、ICOCAもサービスエリア外で使用不可。但し、サービスエリア内の備後本庄駅 - 神辺駅間の自動改札機を管理しているため、該当駅のインターホンは当駅と繋がっている。
2020年3月14日ダイヤ改正以降は、ワンマンで運用する時間帯は改札を受け付けていないため、全ワンマン列車が他の無人駅同様、先頭車両における後乗り・前降りで運賃車内精算を行っている。
以前みどりの窓口が営業していた頃、営業時間外に発着するワンマン列車は上記のような取扱をしていた。また以前はワンマン列車も全列車が全ドア開閉をしていた。

### のりば
| のりば | 路線   | 方向 | 行先     | 備考                     |
| ------ | ------ | ---- | -------- | ------------------------ |
| 1      | 福塩線 | 上り | 福山方面 | 主に日中の列車           |
| 2      | 福塩線 | 下り | 三次方面 | 主に日中の列車           |
| 2      | 福塩線 | 上り | 福山方面 | 主に朝晩の列車           |
| 3      | 福塩線 | 下り | 三次方面 | 主に朝晩の列車           |
| 4      | 福塩線 | 上り | 福山方面 | 朝ラッシュの一部列車のみ |

※3番線から福山方面列車発着も可能であるが、2017年3月4日改正ダイヤではそのような定期列車設定は無い。

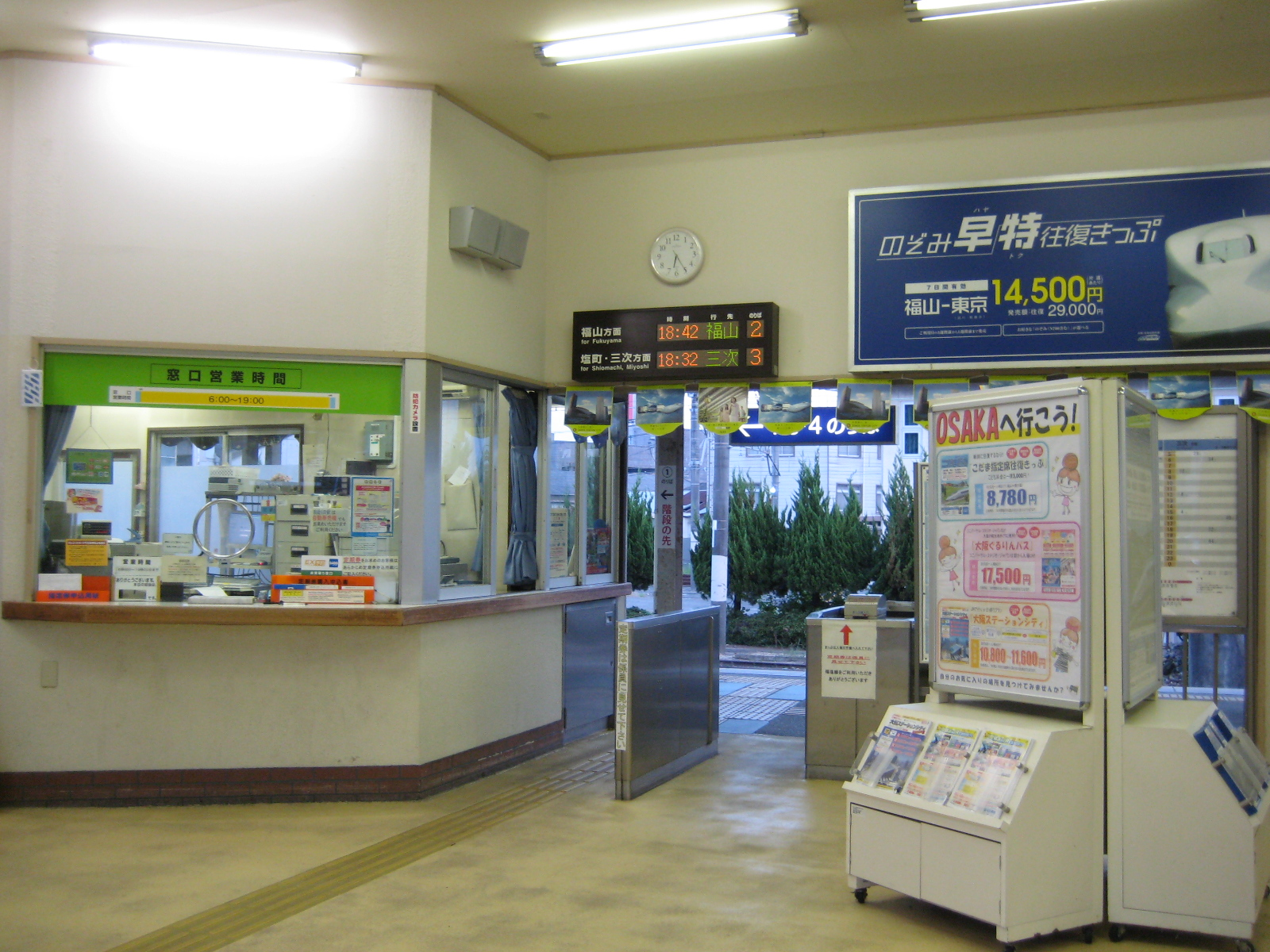
改札口（2011年8月）
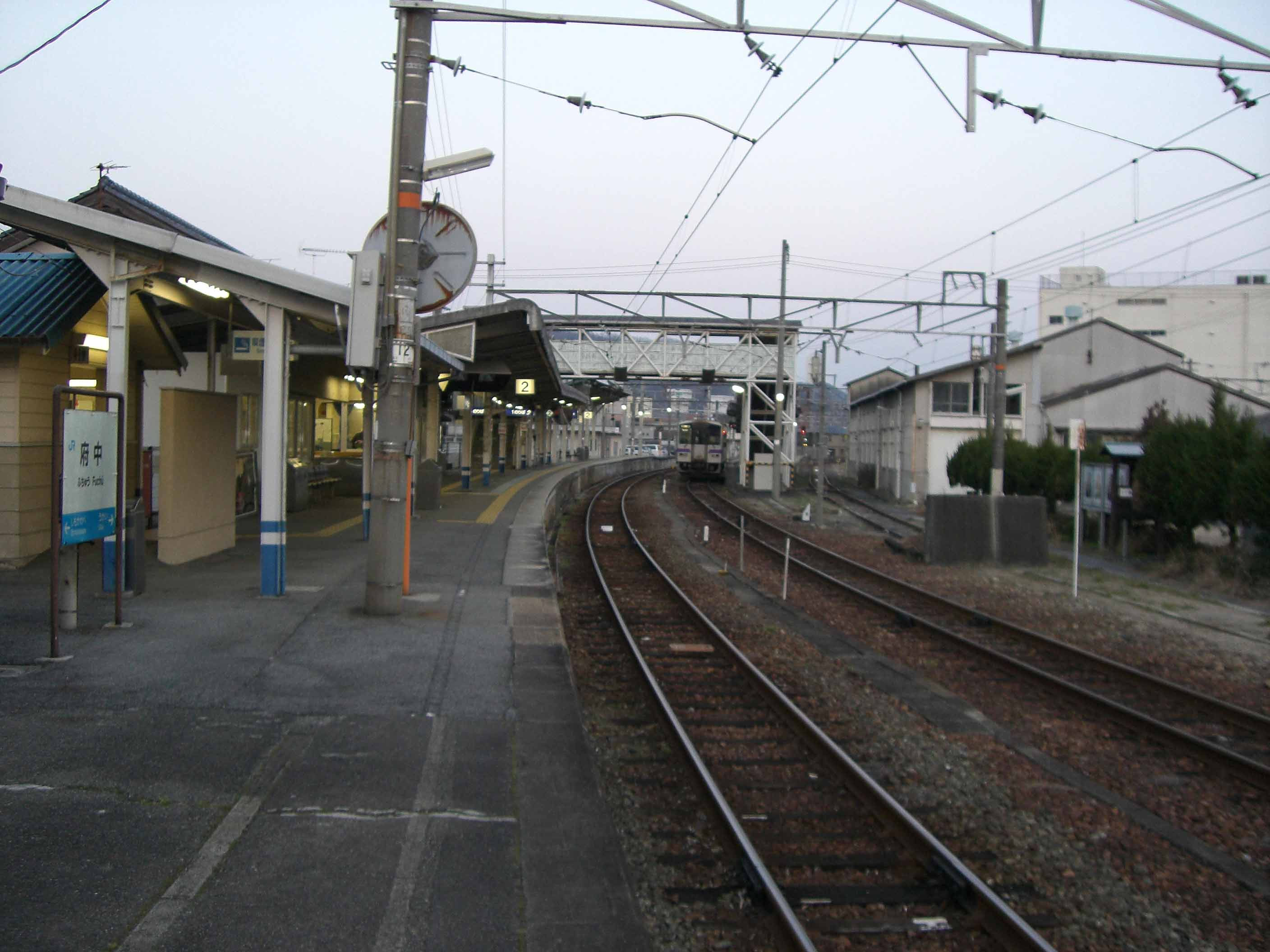
構内（2007年3月）

## 利用状況
近年の1日平均乗車人員の推移は以下の通り。
| 年度                | 1日平均 乗車人員 |
| ------------------- | ---------------- |
| 1987年（昭和62年）  | 1,671            |
| 1988年（昭和63年）  | 1,740            |
| 1989年（平成 元年） | 1,761            |
| 1990年（平成02年）  | 1,861            |
| 1991年（平成03年）  | 1,887            |
| 1992年（平成04年）  | 1,878            |
| 1993年（平成05年）  | 1,802            |
| 1994年（平成06年）  | 1,606            |
| 1995年（平成07年）  | 1,584            |
| 1996年（平成08年）  | 1,531            |
| 1997年（平成09年）  | 1,453            |
| 1998年（平成10年）  | 1,387            |
| 1999年（平成11年）  | 1,338            |
| 2000年（平成12年）  | 1,287            |
| 2001年（平成13年）  | 1,263            |
| 2002年（平成14年）  | 1,171            |
| 2003年（平成15年）  | 1,142            |
| 2004年（平成16年）  | 1,086            |
| 2005年（平成17年）  | 1,039            |
| 2006年（平成18年）  | 954              |
| 2007年（平成19年）  | 933              |
| 2008年（平成20年）  | 928              |
| 2009年（平成21年）  | 896              |
| 2010年（平成22年）  | 889              |
| 2011年（平成23年）  | 857              |
| 2012年（平成24年）  | 872              |
| 2013年（平成25年）  | 909              |
| 2014年（平成26年）  | 885              |
| 2015年（平成27年）  | 924              |
| 2016年（平成28年）  | 966              |
| 2017年（平成29年）  | 959              |
| 2018年（平成30年）  | 921              |
| 2019年（令和元年）  | 918              |
| 2020年（令和02年）  | 847              |
| 2021年（令和03年）  | 771              |

## 駅周辺
周囲は古くから栄える府中市中心地で、名産である家具店や工場も目に付く。幹線道路である国道486号からは離れているが、この付近を走行する路線バス（中国バス）の多くは現在も国道から分かれ、当駅周辺に乗入れている。
駅北
- 府中電車区（廃止）
- 府中第一ホテル ※府中市内唯一のビジネスホテル
- 中国銀行 府中支店
- 福山市農業協同組合 府中元町支店
- 府中郵便局
- 両備信用組合本部・本店営業部
- 府中商工会議所
- 府中市立図書館
- 府中公共職業安定所（ハローワーク府中）
- 恋しき
- 府中本町郵便局
- 義務教育学校 府中市立府中学園
- ハローズ 府中店
- 首無地蔵
- 広島県立府中高等学校

駅南
- 道の駅びんご府中（徒歩6分程、高速バスも発着）
- 府中天満屋
- 府中市文化センター
- 国道486号
- 府中市役所
- 広島銀行 府中支店
- 芦田川
- 府中市立南小学校
- 広島県立府中東高等学校

## バス路線
中国バスが運行する路線バスが発着する。金丸車庫前、道の駅びんご府中市出張所、如水館、大門方面へ路線が伸びている。また、府中ぐるっとバスも発着する。

## 特記事項
- 市街地活性化のために、駅の南側にも改札口を設けて南口広場を整備することが検討されているが、実現に至っていない[8]。

## 隣の駅
西日本旅客鉄道（JR西日本）
 福塩線
鵜飼駅 - 府中駅 - 下川辺駅